# Betániai Szűz Mária-jelenés
A venezuelai Betániai Szűz Mária-jelenés egyike annak a 20. századi Szűz Mária-jelenéseknek, amelyeket a katolikus egyház elfogadott természetfelettiként. Püspöki vizsgálat előzte meg elfogadását.
A fő látnok
- Maria Esperanza de Bianchini (1928 - 2004) misztikus.
- öt évesen Lisieux-i Szent Teréz jelent meg neki.
- 1954-ben, mint apáca megkapja azt az üzenetet Szent Teréztől, hogy "nem kell apácának lenned, hanem hitvesként anyaként szolgálnod."
- 1968 szeptember 23.-án álmában eljött Pio atya, és ezt mondta: "Eszperanza bucsuzni jöttem, eljött az én időm, te jössz." (Pio atya ezen a napon halt meg.)
- 1978 november 27.-én Szűz Mária elmondta, hogy 1984-ben meg fog jelenni és nagy kegyelmet fog gyakorolni az alázatos szívűekkel, mindenki látni fogja őt aznap.

## A jelenések eseményei
Előzetesen a látnok felismerte egy Mária-jelenés után 1974. március 29-én egy helyszínt, ahol élnie kell. Az útmutatás szerint cukornád, régi ház, malom, barlang tiszta vízzel kell legyen a helyszín. Megtalálta, odaköltözött. Két évre rá, 1976. március 25-én Finca Betania farmon újra megjelent Szűz Mária, és Minden Népek és Nemzetek Megbékítő Anyjának nevezte magát.  Finca Betania farmon 1984-ben ugyancsak március 25-én 150 ember 3 óra alatt hétszer látta a jelenést, egy fehér köpenyes, kék derékszalagos nőt. A tömeg szentmise után éppen ebédjét fogyasztotta, és néhány szabadban játszó gyerek a patakpartnál megpillantotta a Szűzanyát a vízesés felett. Akkor mind a 108 ember látta a Szűzanyát. Némely szemtanú beszámolóját videóra vették.

## Nemzetek Békéltetője
A jelenés elmondta, hogy ez a hely Finca Betania folyamatos imádkozóhelye lesz a venezuelaiak számára, majd később egész világ nemzeteinek. Az egyház és az emberek egy összefogásban fognak egy cél érdekében munkálkodni, hogy összehozzák az emberiséget harmóniával a hitben. Nemcsak katolikusok, hanem más hívők részére is.

## Vizsgálata
Pio Bello Ricardo érsek részletesen beszámolt Los Teques egyházmegye püspökének levélben. Ebben a levélben közli:
A hagyományos egyházi kivizsgálási eljárást alkalmazta. A püspök kezdetben szkeptikusan fogadta a tanúkat.
500 órát szánt a kivizsgálásra, 200 tanút hallgatott meg, 381 nyilatkozat született, ezeket 490-en írták alá.

### Tanúk általános megfigyelései
A tanúk nyilatkoztak arról, hogy a semmiből tűnik elő, hirtelen fénnyel telítődik meg, sokszor erős rózsaillat kíséretében, mennyei kórus ének és a Nap forgását is megemlítik. Úgy nézett ki, mint a csodálatos érem Boldogasszonya vagy Zaragozai Oszlopos Szűzanya, Coromotói Szűzanya.

## Jóváhagyás
1987. november 21-én került sor a jóváhagyásra.

## Utóélet
1991. december 8-án, a szeplőtelen fogantatás napján eucharisztikus csodát jelentett a miséző pap Betániából. Az áldozó ostyából vér szivárgott, a vizsgálat szerint emberi vér.